# Elvis (NBC TV Special)
Elvis (NBC TV Special) – 34 album studyjny Elvisa Presleya.

## Strona pierwsza
| Utwór | Nagrany       | Tytuł | Twórca |
| ----- | ------------- | --- | --- |
| 1.    | 22.06.1967    | Trouble / Guitar Man                                                                                         | Jerry Leiber and Mike Stoller / Jerry Reed |
| 2.    | 27.06.1968    | Lawdy Miss Clawdy / Baby What You Want Me to Do                                                              | Lloyd Price / Jimmy Reed |
| 3.    | 29.06.1968    | Heartbreak Hotel / Hound Dog / All Shook Up / Can't Help Falling In Love / Jailhouse Rock / / Love Me Tender | Mae Boren Axton, Tommy Durden, Elvis Presley / Jerry Leiber and Mike Stoller / Otis Blackwell and Elvis Presley/ George Weiss, Hugo Peretti, Luigi Creatore / Jerry Leiber and Mike Stoller / Vera Matson and Elvis Presley |
| 4.    | 21/22.06.1968 | Where Could I Go But To The Lord / Up Above My Head / Saved                                                  | J.B. Coats / Walter Earl Brown / Jerry Leiber and Mike Stoller |

## Strona druga
| Utwór | Nagrany       | Katalog | Data wydania | Miejsce na liście przebojów | Tytuł                                                             | Twórca(y)                                                                                        |
| ----- | ------------- | ------- | ------------ | --------------------------- | ----------------------------------------------------------------- | ------------------------------------------------------------------------------------------------ |
| 1.    | 27.06.1968    |         |              |                             | Blue Christmas / One Night                                        | Billy Hayes i Jay Johnson / Dave Bartholomew i Pearl King                                        |
| 2.    | 23.06.1968    | 47-9731 | 25.02.1969   | 35                          | Memories                                                          | Billy Strange i Mac Davis                                                                        |
| 3.    | 20/21.06.1968 |         |              |                             | Nothingville / Big Boss Man / Guitar Man / Little Egypt / Trouble | Billy Strange i Mac Davis / Luther Dixon i Al Smith / Jerry Reed / Jerry Leiber and Mike Stoller |
| 4.    | 23.06.1968    | 47-9670 | 05.11.1968   | 12                          | If I Can Dream                                                    | Walter Earl Brown                                                                                |